# Jasenná (Zlín)
Jasenná (in tedesco Jassena) è un comune della Repubblica Ceca facente parte del distretto di Zlín, nella regione di Zlín.